# Modulo
Modulo er en operator, der ofte anvendes til manipulation af tal og variabler i programmeringssprog. For positive heltal er modulo resten ved division.

## Eksempel 1
27 mod 5=2
Forklaring: Ved division går 5 op i 27, 5 gange. Resten (modulo) er derfor heltalsdivisonen trukket fra 27.
Modulo 27-25 = 2

## Eksempel 2
Udregning, der viser hvorvidt et bestemt årstal, er et skudår:

bool skudår = ((årstal % 4 == 0 && årstal % 100 != 0) || årstal % 400 == 0) && årstal % 3600 != 0;

Modulo skrives som et procent-tegn, men må absolut ikke forveksles med procentregning.
| Matematik | Spire Denne artikel om matematik er en spire som bør udbygges. Du er velkommen til at hjælpe Wikipedia ved at udvide den. |